# Here’s to Taking It Easy
Here’s to Taking It Easy — пятый студийный альбом американского инди-рок-музыканта Phosphorescent (Matthew Houck) из Хантсвилла (штат Алабама), выпущенный 11 мая 2010 года на лейбле Dead Oceans.

## Отзывы
| Оценки критиков      | Оценки критиков |
| Источник             | Оценка          |
| -------------------- | --------------- |
| AllMusic             | [ 1 ]           |
| Consequence of Sound | [ 2 ]           |
| Filter               | (86/100)        |
| Pitchfork Media      | (8.2/10)        |
| PopMatters           | (7/10)          |
| Spectrum Culture     | (2.5/5.0)       |

Альбом получил положительные отзывы от музыкальных критиков. Джеймс Кристофер Монгер из AllMusic отметил, что «Вдохновлённая классическим роком коллекция дорожных баллад о разбитом сердце, вскормленная на постоянной диете из Eagles и The Band, Here’s to Taking It Easy, первый релиз Phosphorescent, в котором задействованы другие музыканты, кроме Мэтью Хоука, играет как потерянный кусок винила начала 70-х годов. Хоук — щедрый, искренний автор песен, и его рассказы о любви на скалах („Tell Me Baby [Have You Had Enough]“), о потерянной любви („Heaven, Sittin' Down“) и о любви к Югу („It’s Hard to Be Humble [When You’re From Alabama]“) чувствуют себя обжитыми и заботливыми. Даже на автопилоте (лёгкая „I Don’t Care If There’s Cursing“ и хипповая „Hej, Me I’m Light“) его непринуждённая, спокойная версия современного альт-кантри ощущается как старый друг, а плаксивый, залитый солнцем ревербератор, пронизывающий все произведение, кажется подлинным, а не вынужденным из плагина Pro Tools. Единственный недостаток — это то, что Here’s to Taking It Easy настолько легко воспринимается, что всего девять песен пролетают мимо него в мгновение ока».

## Список композиций
1. «It’s Hard to Be Humble (When You’re from Alabama)» — 4:28
2. «Nothing Was Stolen (Love Me Foolishly)» — 4:49
3. «We’ll Be Here Soon» — 3:17
4. «The Mermaid Parade» — 4:22
5. «I Don’t Care if There’s Cursing» — 4:55
6. «Tell Me Baby (Have You Had Enough)» — 4:37
7. «Hej, Me I’m Light» — 4:38
8. «Heaven, Sittin' Down» — 4:26
9. «Los Angeles» — 8:48

## Позиции в чартах
| Чарт (2010)                                   | Высшая позиция |
| --------------------------------------------- | -------------- |
| Великобритания UK Independent Albums Chart    | 27             |
| Великобритания UK Indie Breakers Albums Chart | 7              |
| США Heatseekers Albums                        | 8              |
| США Independent Albums                        | 47             |
| США Folk Albums                               | 14             |